# Verena Höllbacher
Verena Höllbacher (7 gennaio 1987) è un'ex sciatrice alpina austriaca.

## Biografia
Attiva in gare FIS dal dicembre del 2002, in Coppa Europa la Höllbacher esordì l'11 dicembre 2004 a Schruns in slalom gigante, senza completare la prova, ottenne il primo podio il 28 novembre 2007 a Rovaniemi in slalom speciale (3ª) e l'ultimo il 30 novembre 2008 a Kvitfjell in supergigante (3ª). In Coppa del Mondo disputò quattro slalom speciali (il primo l'11 gennaio 2009 a Maribor, l'ultimo l'11 gennaio 2011 a Flachau), senza portarne a termine nessuno; si ritirò al termine della stagione 2010-2011 e la sua ultima gara fu lo slalom speciale dei Campionati austriaci 2011, disputato il 29 marzo a Saalbach-Hinterglemm e non completato dalla Höllbacher. In carriera non prese parte a rassegne olimpiche o iridate.

## Palmarès

### Coppa Europa
- Miglior piazzamento in classifica generale: 14ª nel 2009
- 4 podi:
  - 1 secondo posto
  - 3 terzi posti

### Campionati austriaci
- 2 medaglie:
  - 2 bronzi (combinata nel 2005; combinata nel 2007[senza fonte])